# Karl Friedrich Paelike
Karl Friedrich Paelike (* 12. Oktober 1736; † 27. Dezember 1783 in Helmstedt) war ein deutscher Jurist und Hochschullehrer.

## Leben
Karl Friedrich Paelike soll in Wismar oder in Lübeck geboren worden sein. Er begann 1758 ein Studium der Rechtswissenschaften an der Universität Helmstedt und promovierte 1762 zum Doktor der Rechte. 1765 wurde er Adjunkt der juristischen Fakultät, 1766 außerordentlicher und 1768 ordentlicher Professor und Beisitzer an der juristischen Fakultät. 1777 wurde er 2. Inspektor des Konviktoriums (Studentenwohnheim).

## Schriften (Auswahl)
- Albert Philipp Frick; Karl Friedrich Paelike: Flores Sparsi Ad Ivs Caesarevm De Electione Pontificis: A. D. IV. Octobr. A. C. N. MDCCLVIII. Helmstadii 1758.
- Albert Philipp Frick; Karl Friedrich Paelike; Johann Drimborn: Exercitationem Academicam De Aratrorvm Sanctitate. Helmstedt 1759.
- Dissertatio Inavgvralis De Donatione Simplici In Hereditatem Paternam Non Conferenda. Schnorrius Universitäts- und Landesbibliothek Sachsen-Anhalt 1762.
- Karl Friedrich Paelike; Gottlieb von Wittorf: De erroribus quibusdam circa querelam inofficio Si Testamenti. Helmstadii, 1763.
- Legvm Qvarvndam Lectionem Male A Criticis Depravatam Restitvit Et Defendit. Schnorr Universitäts- und Landesbibliothek Sachsen-Anhalt 1766.
- Gottfried Ludwig Mencke; Karl Friedrich Paelike: Introductio in doctrinam de actionibus forensibus. Bützovii; Wismariae, 1768.
- Karl Friedrich Paelike; Franz Jacob von Cramm; Herzog Ludwig Ernst von Braunschweig-Lüneburg; Maria Elisabeth Schnorr: Observationes Qvasdam Selectas De Differentiis Ivris Commvnis Et Brvnovico-Gvelpherbytani. Helmstadii Schnorr Halle (Saale); Helmstedt 1770.
- Karl Friedrich Paelike; Johann Ausonius Rauen; Maria Elisabeth Schnorr: Dissertatio Inavgvralis De Ivre Venditoris Ratione Residvi Pretii Moto In Emtoris Bonis Concvrsv. Helmstadii Schnorrius Helmstedt 1774.